# Leaving the 20th Century
Leaving the 20th Century é o segundo álbum de vídeo da banda galesa de rock Manic Street Preachers, lançado em julho de 2000. Gravado na virada do ano de 1999 para 2000 no Millennium Stadium, principal ginásio do País de Gales, o evento reuniu mais de 57 mil pessoas. Foi lançado nos formatos VHS e DVD.
Gravado durante a turnê do álbum This Is My Truth Tell Me Yours (1998), o trabalho reúne canções de todos os álbuns lançados pelo grupo até aquele período, incluindo a até então inédita "The Masses Against the Classes". O projeto inclui uma versão alternativa de "Motorcycle Emptiness" e um cover de "Can't Take My Eyes Off You", uma das poucas canções da banda executadas somente pelo vocalista James Dean Bradfield em seu violão.

## Faixas
1. Introduction
2. "You Stole the Sun from My Heart"
3. "Faster"
4. "Everything Must Go"
5. "Tsunami"
6. "The Masses Against the Classes"
7. "The Everlasting"
8. "Kevin Carter"
9. "La Tristesse Durera (Scream to a Sigh)"
10. "Rock and Roll Music"
11. "Ready for Drowning"
12. "Of Walking Abortion"
13. "No Surface All Feeling"
14. "Motown Junk"
15. "Motorcycle Emptiness"
16. "Can't Take My Eyes Off You"
17. "Small Black Flowers that Grow in the Sky"
18. "Australia"
19. "Elvis Impersonator: Blackpool Pier"
20. "You Love Us"
21. "Stay Beautiful"
22. "If You Tolerate This Your Children Will Be Next"
23. "A Design for Life"
24. Closing credits

## Ficha técnica
- James Dean Bradfield – vocais, guitarras e violão
- Sean Moore – bateria
- Nicky Wire – baixo e vocais de apoio